# Rivière Muy
Rivière Muy är ett vattendrag i Kanada.   Det ligger i provinsen Québec, i den sydöstra delen av landet, 400 km norr om huvudstaden Ottawa. Rivière Muy ligger vid sjöarna  Lac Muy och Lac Stenstrom.
I omgivningarna runt Rivière Muy växer i huvudsak blandskog. Trakten runt Rivière Muy är nära nog obefolkad, med mindre än två invånare per kvadratkilometer.